# Carlos Romero García
El banderillero Carlos Romero García ( 21 de noviembre de 1945 en Sevilla, España), conocido por su apodo Periquito es un subalterno retirado de Torero. Fue tercero en las filas de las figuras del toreo de la época en la que despuntaba Antoñete, César y Curro Girón, entre otros muchos.

## Biografía
Nacido en el barrio de San Bernardo, en Sevilla, pasa sus años de novillero en Navarra. Periquito llegó de la mano de Paco Camino a Tudela, donde conoció a Julián Marín, quién más tarde lo apoderó. 
En sus años de novillero llegaría a torear más de cien novilladas en Navarra y Zaragoza. 
Ha realizado más de 3.000 paseíllos en las filas de algunos de la tauromaquia, como Julio Aparicio (padre) César y Curro Girón, Paco Camino, Gregorio Sánchez y Antonio Chenel Antoñete.

## Sus inicios
La primera vez que se visitó de luces fue en una novillada sin picar en Villarejo de Salvanés (Madrid). Toreaba José Ignacio de la Serna y Ricardo Corrochano, previa mediación de la Duquesa de Alba con Martín Tomas, presidente de la peña el 7 de Madrid, en una plaza casi recién inaugurada de hace 50 o 55 años.

## Salvando del percance al Picador Chicuelo
Entre las 60 instantáneas que forman parte de la exposición itinerante ‘Julián Madrigal,1968-2012’ recorrido visual por la España taurina de casi cincuenta años, destaca una muy especial.
En esta instantánea, Periquito es el protagonista del quite a cuerpo limpio, salvando del percance a un picador derribado del caballo. 
Otras fotografías de la exposición son la vuelta al ruedo de Palomo Linares con el último rabo cortado en Las Ventas, las salidas a hombros de toreros como ‘Joselito’, César Rincón, Julio Robles o Manuel Benítez ‘El Cordobés’, y momentos cumbres del toreo de Paco Camino y Antonio Bienvenida, entre otros.

## Retirada de los toros
Su retirada llegó a sus 56 años de edad debido a un grave percance con un toro en Tarragona, justo un día antes de que un toro dejara inválido a su compañero de profesión Julio Robles. La cogida le produjo daños irreparables en las cervicales y cartílagos que provocan su retirada de los toros.
En octubre de 1997 se celebra un festival homenaje a beneficio del banderillero retirado. Para el festejo se contó con la presencia de los matadores Palomo Linares, Curro Vázquez, Ortega Cano y Julio Aparicio,

## Vida privada
Casado con Margarita García, Periquito tiene tres hijos. Vive retirado en su chalet de la zona norte de Madrid.